# Данбау
Данбау (в'єт. đàn bầu; đàn — інструмент, bầu — гарбуз ) — в'єтнамський щипковий монохорд.

## Історія

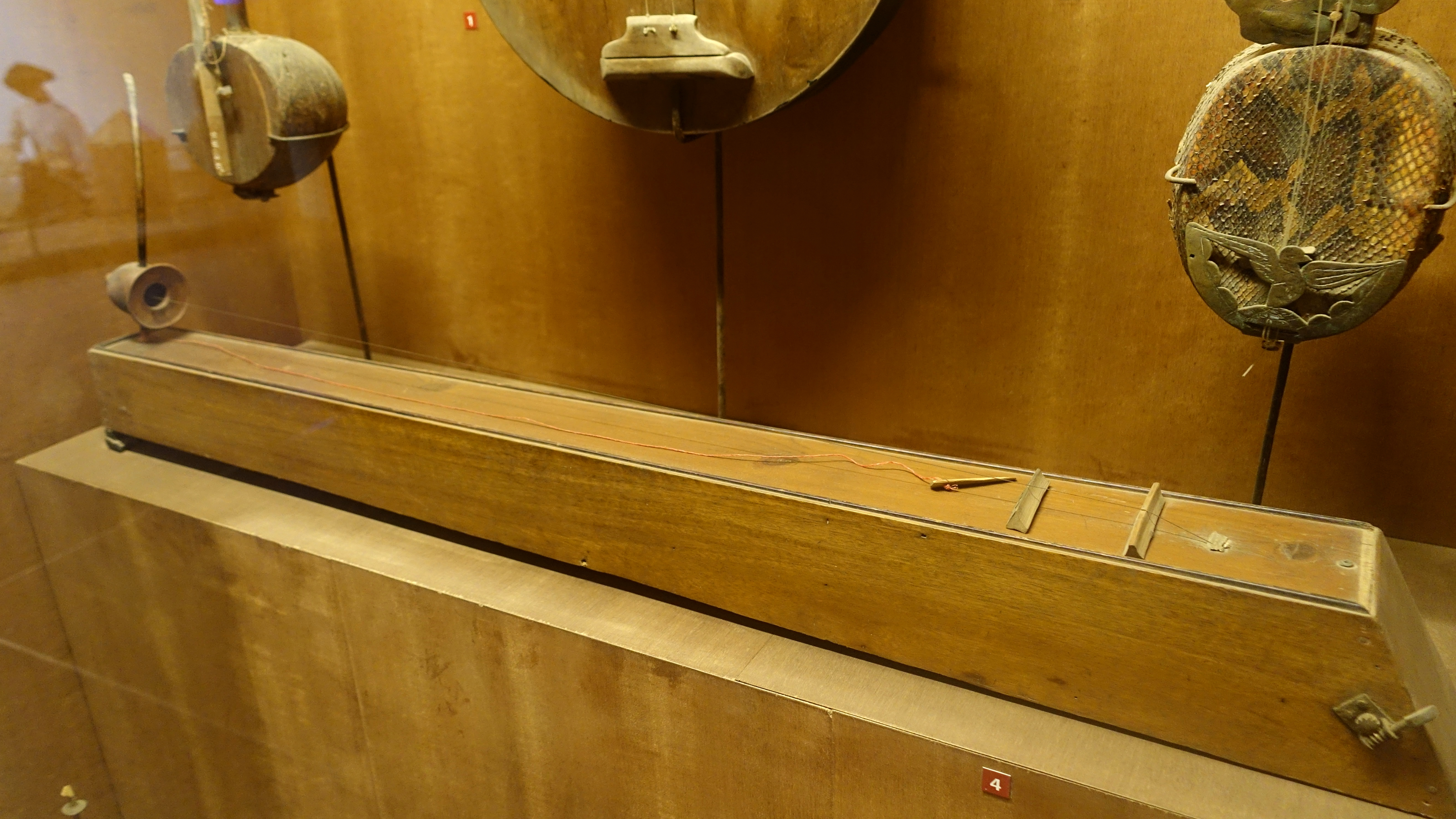
Данбау з ханойського Народознавчого музею

В той час, як найбільш ранні письмові свідоцтва про данбау відносяться до 1770 року, вчені оцінюють його вік на тисячу років більше.. Популярна легенда виникнення данбау оповідає про сліпу жінку, яка грала на ньому на ринку, щоб прогодувати свою сім'ю, коли її чоловік пішов на війну. Незалежно, ґрунтується це на реальних подіях чи ні, так історично склалося, що на цьому інструменті грали сліпі. Донедавна його незначна гучність обмежувала контекст гри. Соло на данбау є характерним для в'єтнамської музики і є популярним до цього дня жанром в країні. Інше традиційне застосування — супровід читання віршів. З винаходом електромагнітного звукознімача, область застосування данбау поширилася на ансамблі, а також на сучасну азіатську поп- і рок-музику. В наш час, апаратура, призначена для електрогітар, іноді застосовується з данбау для розширення його тональної палітри..

## Будова

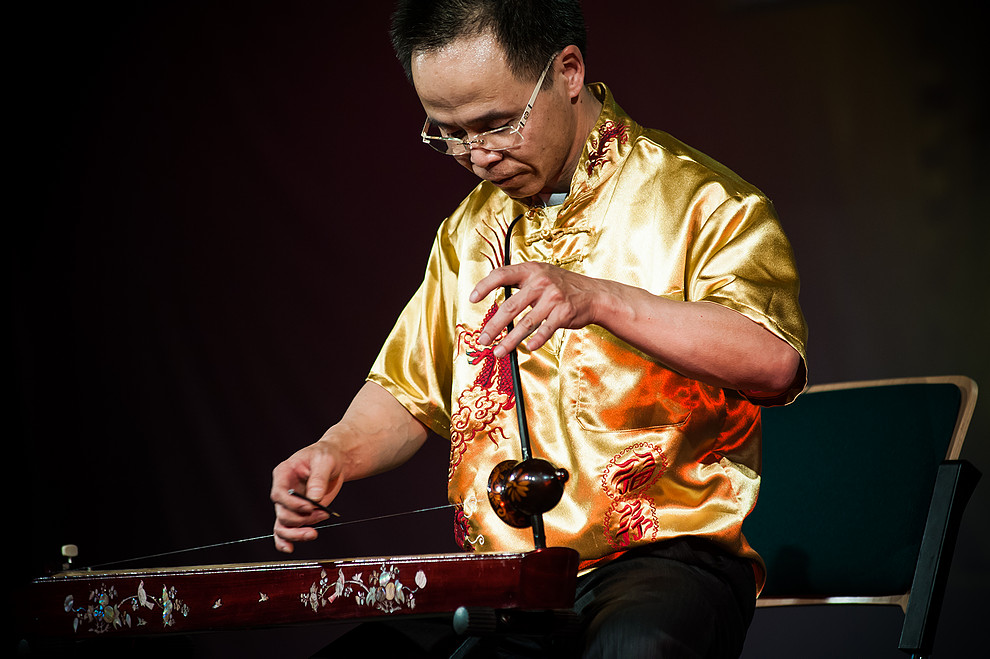
Чоловік грає на данбау

Спочатку данбау складався лише з чотирьох частин: бамбукової трубки, дерев'яного стрижня, половини кокосової шкаралупи і шовкової нитки. Струна була натягнута вздовж бамбука, прив'язана одним кінцем до стрижня, що прикріплювався поперек бамбука. Шкаралупа кокоса прикріплювалася до стрижня, виконуючи функцію резонатор а. У сучасних інструментах бамбук замінено на дерев'яну деку. Традиційну шовкову нитку замінила гітарна струна. Незважаючи на те, що у конструкції досі присутній гарбуз, зараз він виконується в основному з дерева і має переважно декоративне призначення. Також всі данбау мають сучасні кілочки для підстроювання базової тональності. Зазвичай інструмент настроюється однією октаву нижче середнього До, близько 131 Гц; але також може бути настроєний інші ноти для полегшення гри в тональності, відмінної від До.

## Гра

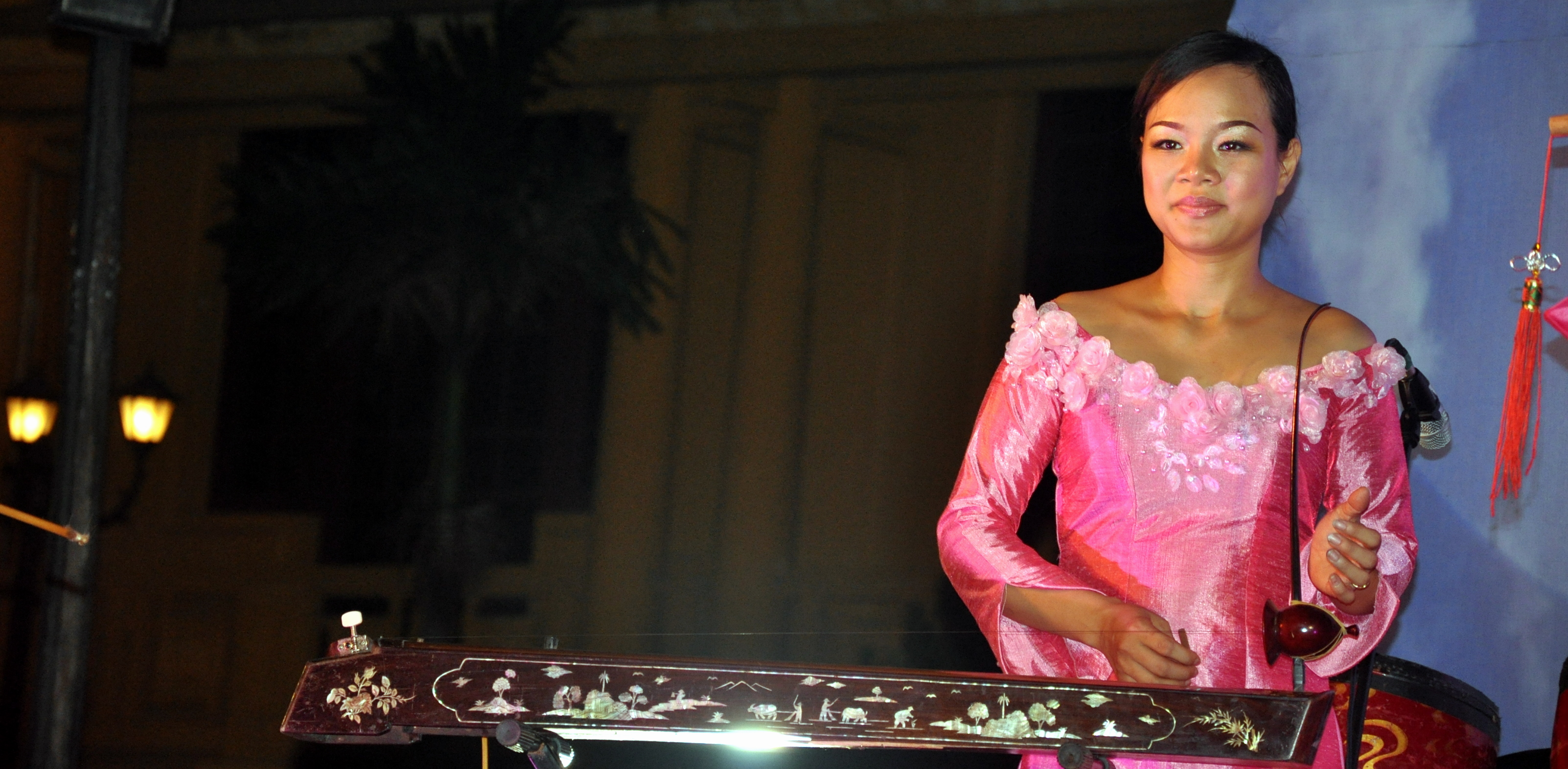
Виступ

На перший погляд, техніка гри на данбау здається відносно простою, але насправді потребує великої точності. Мізинець правої руки легко торкається струни в одному із семи стандартних вузлів, а грають довгим медіатором, затиснутим між великим та вказівним пальцем. Вузли є нотами перших семи обертонів, подібним гітарним гармонікам на ладах над октавою (1/2), чистою квінтою (2/3), чистою квартою (3/4), великий терцією (4/5), малою терцією (5/6) та двома тонами, відсутніми в західному музичному ладі: септа зменшеною терцією (?) (7/6) та септа цілим тоном (8/7) (?).
Лівою рукою музикант штовхає гнучкий стрижень вказівним пальцем у напрямку всередину для зниження тону, або великим пальцем назовні для підвищення. Ця техніка дозволяє грати ноти, відсутні на вузлі, або додавати вібрато до будь-якої ноти.

## Схожі інструменти

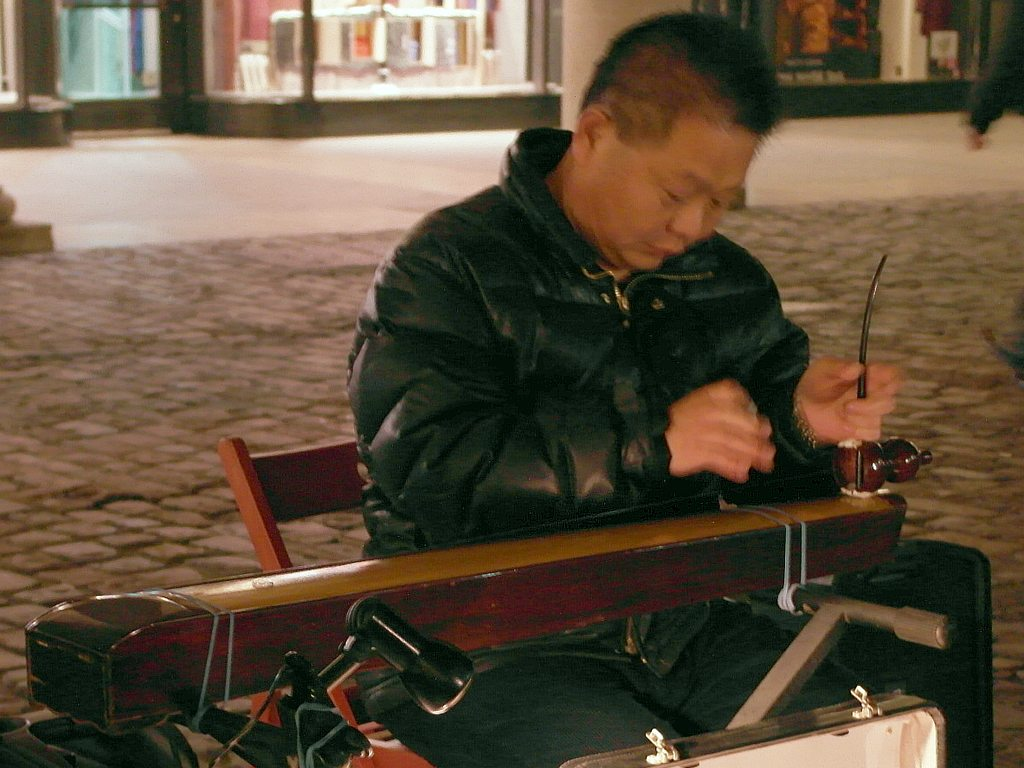
Виконавець на дусянцині, Гуй Дуо Чанг, у Ковент-Гардені, Лондон

Дусянцин (кит.: 獨絃琴, dú xián qín — те саме, що й в'єт. độc huyền cầm — однострунна цитра) — це, по суті, той самий інструмент, але китайською, на якому грають народ Джин (кит.: 京族) у Китаї, які є етнічними в'єтнамцями. Інструмент потрапив у Китай, коли острови біля узбережжя Дунсін, що були заселені джин, були передані Китаю Францією.
Мионги грають на інструменті під назвою данманг (в'єт. Đàn Máng або в'єт. Tàn Máng), який практично ідентичний акустичним варіантам данбау.